# 叻武拉纳县
叻武拉納縣是泰國首都曼谷轄下的50個区之一。

## 概述
叻武拉納縣總面積15.782平方公里。根據泰國官方於2017年所作的人口調查數據顯示：居住於叻武拉納縣的總人口數量為82545人。叻武拉納縣的人口密度為每平方公里5,230.32人。
叻武拉納縣過去是湄南河附近的果園，叻武拉納縣人以種植檳榔為業，這裡所生產的水果有馬六甲蒲桃，具有甜脆的味道。
“拉瑪九世橋”的所在地即位於叻武拉納縣。
2015 年，“曼谷最古老的”兒童慈善之家Baan Khru Noi計劃在營運30年後關閉。